# De Méan

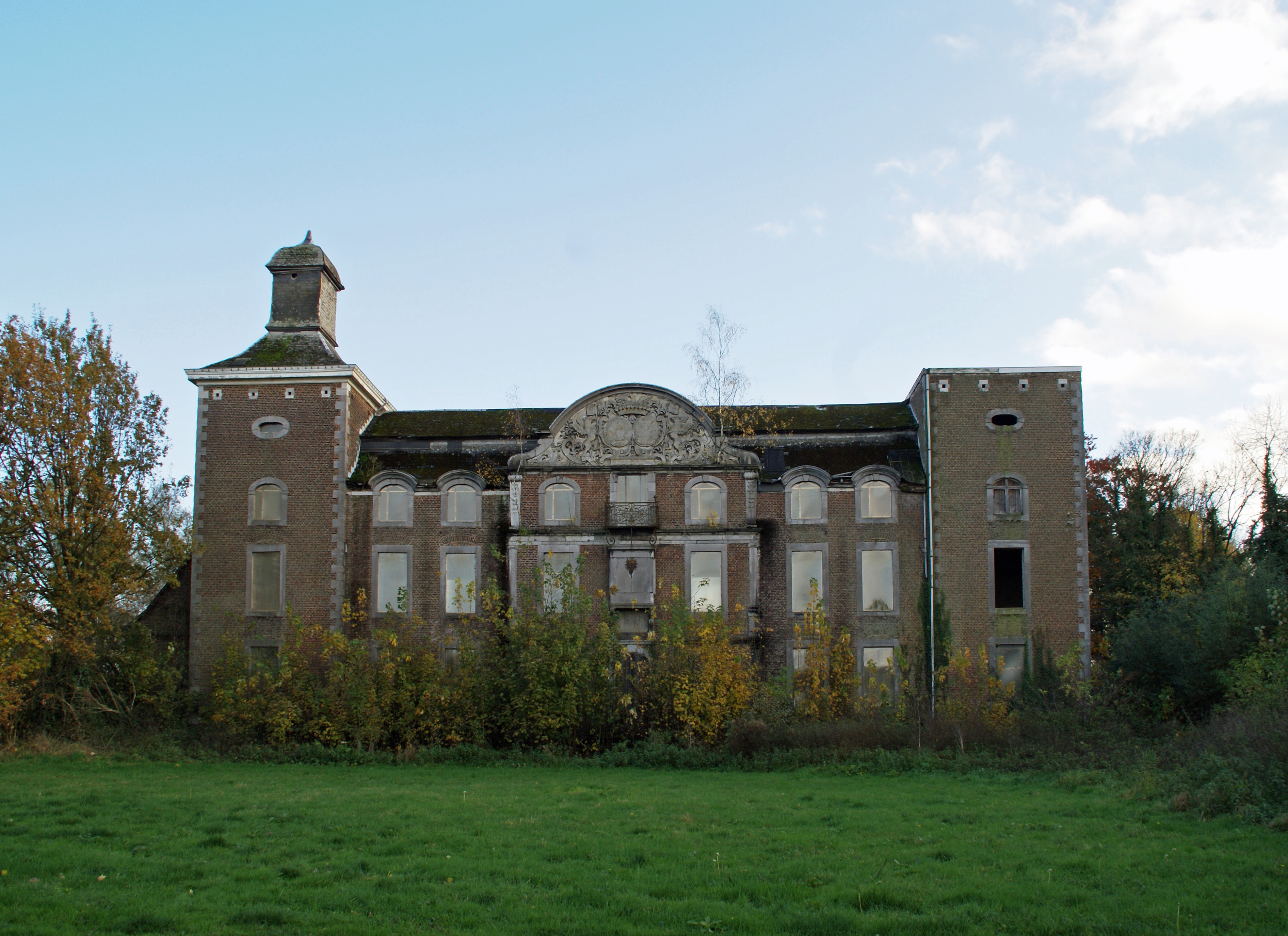
Het kasteel de Méan in Saive

De Méan was een Zuid-Nederlandse adellijke familie.

## Geschiedenis

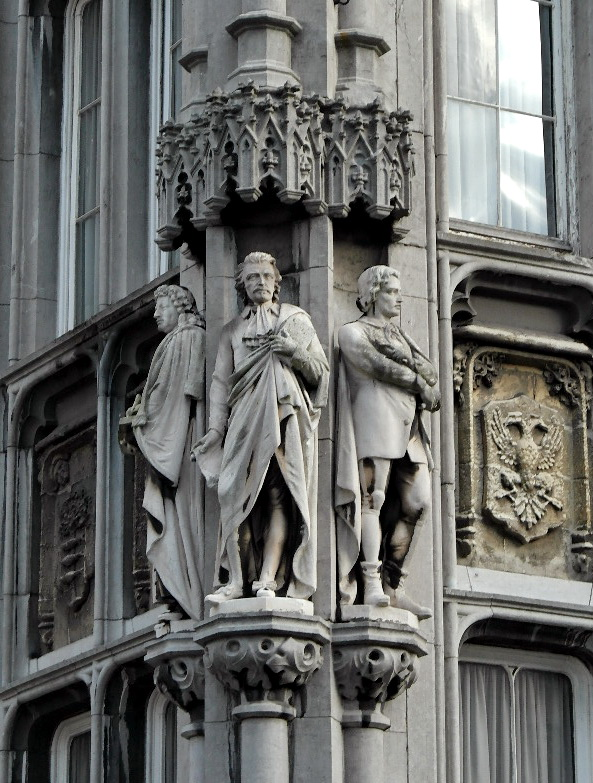
Karel de Méan (midden), de eerste Heer de Méan.

De familie de Méan speelde gedurende verschillende eeuwen een belangrijke rol in het prinsbisdom Luik, alsook in de stad Luik. In 1648 verleende keizer Ferdinand III erfelijke adel aan Karel de Méan, heer van Atrin. 
In 1694 verleende keizer Leopold I de titel van baron de Méan, baron van het Heilig Roomse Rijk, aan Pierre de Mean Junior en zijn vier broers, onder wie Jan Ferdinand de Méan.
In 1745 verleende de keurvorst van Beieren, Maximiliaan III, de titel graaf de Méan de Beaurieux aan baron Pierre de Méan, vader van François-Antoine (hieronder).

## Genealogie
- François Antoine de Méan de Beaurieux (1724-1784) trouwde in 1752 met gravin Elisabeth de Hoensbroeck (†1782). Ze hadden drie zoons:
  - Graaf Pierre Karel François Antoine de Méan de Beaurieux (1753-1802) was keizerlijk kamerheer, burgemeester van Luik, erekanunnik van de Sint-Lambertuskathedraal. Hij was getrouwd met gravin Marie-Aloïse de Wrbna (1756-1833).
    - Graaf François Eugène de Méan de Beaurieux (Luik, 11 februari 1789 - 7 april 1876) werd kamerheer van koning Willem I en werd lid van het Belgisch Nationaal Congres en senator. In 1816, ten tijde van het Verenigd Koninkrijk der Nederlanden, werd hij erkend in de erfelijke adel met de titel graaf, overdraagbaar op alle afstammelingen en benoeming in de Ridderschap van Luik. Hij bleef vrijgezel.

  - Prins François Antoine Marie Constantin de Méan (1756-1831) werd onder het ancien régime prins-bisschop van Luik. Onder het Verenigd Koninkrijk der Nederlanden werd hij primaat van de Nederlanden en nadien van België. Van 1816 tot 1819 was hij lid van de Eerste Kamer der Staten Generaal. In 1816 werd hij erkend in de erfelijke adel met de titel graaf en benoemd in de Ridderschap van Luik.
  - Graaf César Constantin Maria de Méan (1759-1833) werd kanunnik van de Sint-Lambertuskathedraal, grootkanselier van de prins-bisschop, proost van de Sint-Jacobskerk en voorzitter van de Rekenkamer. In het Verenigd Koninkrijk der Nederlanden werd hij lid van de Provinciale Staten van Luik en kamerheer van koning Willem I. In 1816 werd hij erkend in de erfelijke adel met de titel graaf en werd benoemd in de Ridderschap van Luik.

In 1876 betekende het overlijden van François Eugène de Méan het uitdoven van de familie de Méan.

## Residenties

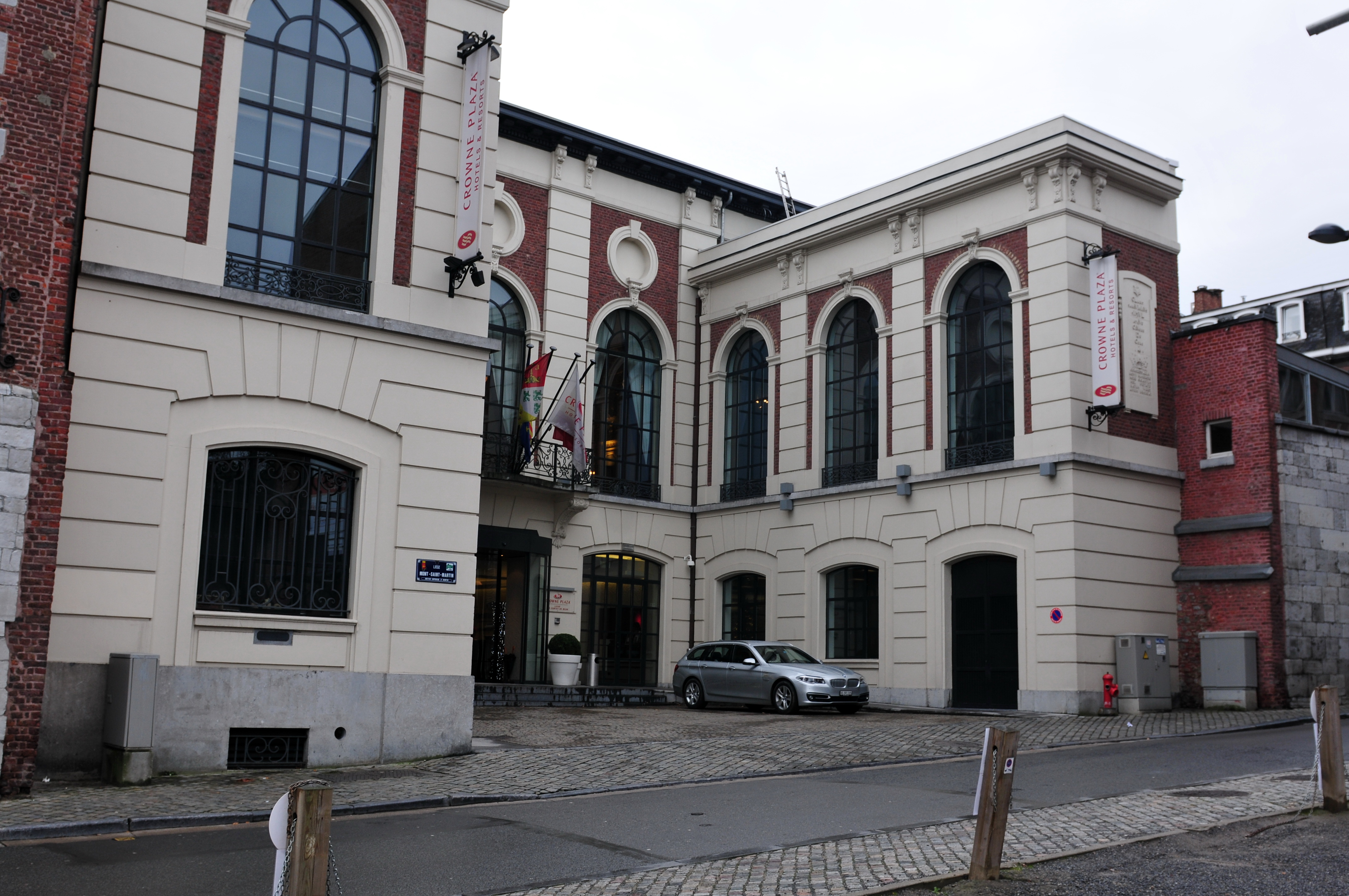
Het Hotel de Méan in Luik

- Vanaf de 16de eeuw resideerden de Méans in het hof of kasteel in Zichen-Zussen-Bolder dat hun naam droeg.
- In Luik bewoonden ze het weelderige Hotel de Méan.
- In Saive stond een aanzienlijk kasteel dat als buitenverblijf voor de familie de Méan diende. Jean Ernst de Méan kocht het kasteel in 1692.